# Andrzej Huczko

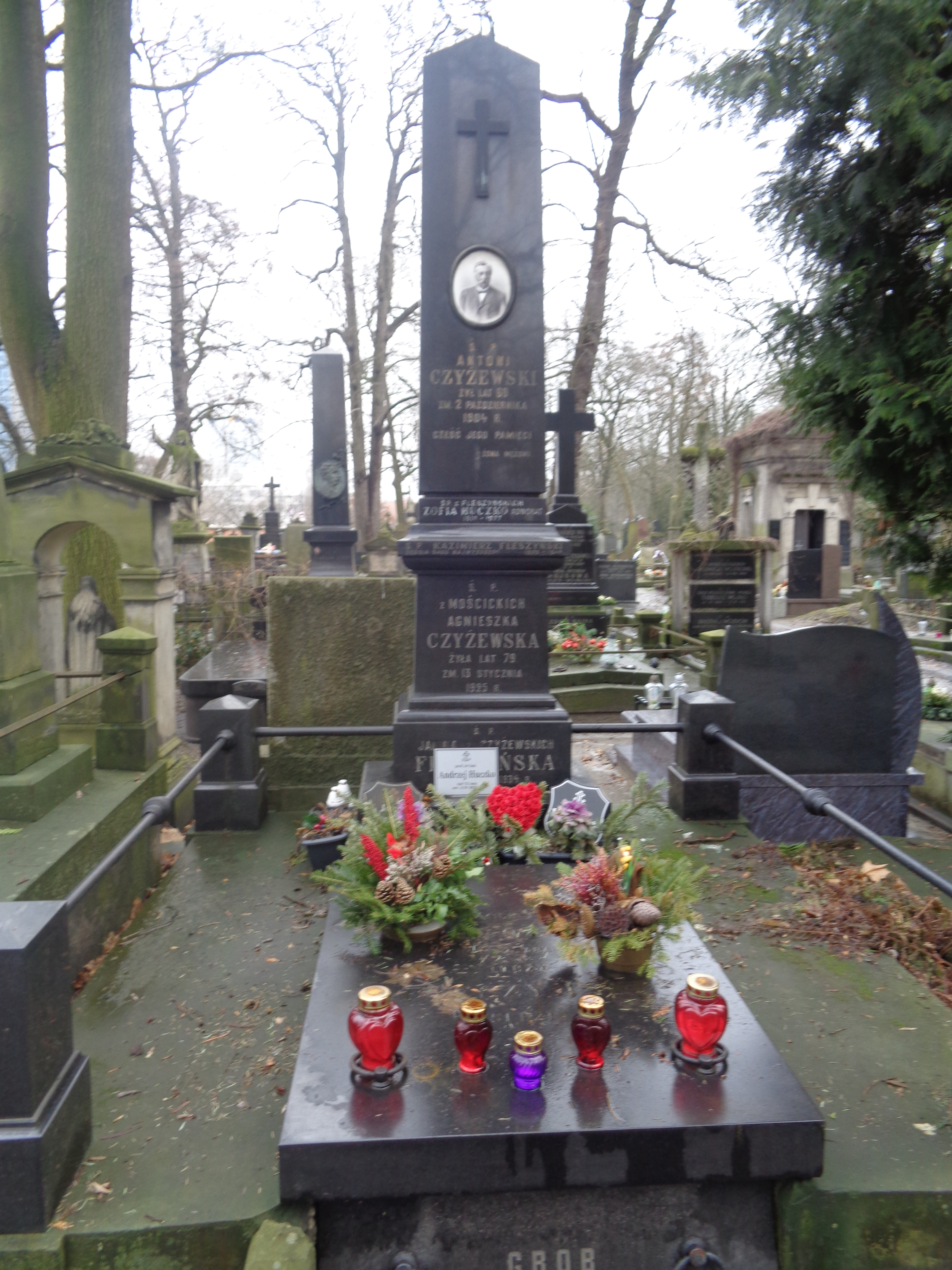
Grób Andrzeja Huczki na cmentarzu Powązkowskim

Andrzej Maria Józef Huczko (ur. 15 marca 1949 w Warszawie, zm. 2 kwietnia 2021 tamże) – polski chemik, prof. dr hab. inż.

## Życiorys
Syn Józefa i Zofii. Studiował na Wydziale Chemicznym Politechniki Warszawskiej, w 1977 uzyskał doktorat za pracę dotyczącą syntezy plazmowej azotku krzemu, 25 listopada 1996 habilitował się na podstawie rozprawy zatytułowanej Zastosowanie plazmy termicznej w reakcjach heterofazowych. 8 stycznia 2019 nadano mu tytuł profesora w zakresie nauk chemicznych.
Był zatrudniony na stanowisku profesora nadzwyczajnego na Wydziale Chemii Uniwersytetu Warszawskiego.
Zmarł 2 kwietnia 2021, pochowany na Cmentarzu Powązkowskim w Warszawie, kwatera N, rząd 6, miejsce 22,23.